# Lukáš Juliš
Lukáš Juliš, né le 2 décembre 1994 à Chrudim en Tchéquie, est un footballeur tchèque qui évolue au poste d'avant-centre au MŠK Žilina.

## Biographie

### En club
Né à Chrudim en Tchéquie, Lukáš Juliš est formé par le Sparta Prague. Il joue son premier match en professionnel le 21 juillet 2013, lors d'une rencontre de championnat face au FC Vysočina Jihlava. Il entre en jeu à la place de David Lafata lors de cette rencontre remportée par son équipe sur le score de quatre buts à un.
Le 5 février 2020, Lukáš Juliš est prêté jusqu'à la fin de la saison au Sigma Olomouc. Il devient rapidement la meilleure arme offensive de son équipe, avec un total de dix buts en quatorze matchs.
À la suite de son prêt réussi au Sigma Olomouc Juliš est de retour au Sparta Prague pour la saison 2020-2021. Lors de la deuxième journée de championnat il s'illustre en réalisant un doublé, le 30 août 2020, face à son ancien club du Sigma Olomouc, permettant aux siens de l'emporter (3-0 score final). Le 5 novembre 2020, il se fait remarquer lors d'un match de Ligue Europa face au Celtic Glasgow en réalisant un triplé au Celtic Park, contribuant à la large victoire des siens (1-4). Lors du match retour face au Celtic, le 26 novembre suivant, il marque deux buts, participant ainsi à la victoire du Sparta sur un score de quatre buts à un également.
Le 15 janvier 2023, lors du mercato hivernal, Lukáš Juliš prend la direction de l'Espagne pour s'engager avec l'UD Ibiza pour une durée de six mois.
Le 19 juin 2023, Lukáš Juliš fait son retour dans son pays natal en signant pour deux ans en faveur d'un club où il a déjà évolué par le passé, le Sigma Olomouc.

### En sélection nationale
Avec les moins de 17 ans, il participe au championnat d'Europe des moins de 17 ans en 2011. Lors de cette compétition organisée en Serbie, il joue trois matchs. Il se met en évidence en inscrivant un but face à l'Allemagne. Avec un bilan de trois nuls, la Tchéquie ne parvient pas à dépasser le premier tour du tournoi. Il dispute ensuite la Coupe du monde des moins de 17 ans qui se déroule au Brésil. Lors du mondial junior, il prend part à trois matchs. Il s'illustre en marquant deux buts, contre la Nouvelle-Zélande et l'Ouzbékistan. Avec un bilan d'une seule victoire et deux défaites, la Tchéquie ne dépasse pas le premier tour du mondial.
Avec les moins de 19 ans, Juliš marque notamment face à l'Autriche le 19 septembre 2012 (défaite 3-1) et contre le Portugal le 6 juin 2013 (défaite 1-4).
Lukáš Juliš joue son premier match avec l'équipe de Tchéquie espoirs le 16 novembre 2015, face à la Moldavie. Il entre en jeu à la place de Patrik Schick lors de cette rencontre qui se termine par la victoire des siens (1-3). Il marque son premier but avec les espoirs le 7 octobre 2016, contre cette même équipe. Il est ensuite retenu par le sélectionneur Vítězslav Lavička (en) afin de participer au championnat d'Europe espoirs en 2017, qui se déroule en Pologne. Lors de ce tournoi il ne joue qu'un match, face au Danemark, le 24 juin. Il entre en jeu à la place de Jakub Jankto lors de ce match perdu par son équipe (2-4). Avec un bilan d'une seule victoire et deux défaites, les jeunes tchèques ne parviennent pas à sortir de la phase de groupe lors de cette compétition.

## Statistiques
| Saison                | Club                  | Championnat           | Championnat | Championnat | Coupe(s) nationale(s) | Coupe(s) nationale(s) | Compétition(s) continentale(s) | Compétition(s) continentale(s) | Compétition(s) continentale(s) | Total | Total |
| Saison                | Club                  | Division              | M.          | B.          | M.                    | B.                    | Comp.                          | M.                             | B.                             | M.    | B.    |
| 2013-2014             | Sparta Prague         | D1                    | 5           | 1           | 3                     | 0                     | -                              | -                              | -                              | 8     | 1     |
| 2015-2016             | Sparta Prague         | D1                    | 20          | 5           | 4                     | 0                     | C3                             | 9                              | 3                              | 33    | 8     |
| 2016-2017             | Sparta Prague         | D1                    | 22          | 3           | 2                     | 1                     | C1+C3                          | 1+10                           | 0                              | 35    | 4     |
| 2017-2018             | Sparta Prague         | D1                    | 2           | 0           | -                     | -                     | C3                             | 1                              | 0                              | 3     | 0     |
| 2019-2020             | Sparta Prague         | D1                    | 4           | 0           | 1                     | 0                     | -                              | -                              | -                              | 5     | 0     |
| 2020-2021             | Sparta Prague         | D1                    | 13          | 10          | 1                     | 0                     | C3                             | 6                              | 5                              | 20    | 15    |
| Sous-total            | Sous-total            | Sous-total            | 66          | 19          | 11                    | 1                     | -                              | 27                             | 8                              | 104   | 28    |
| 2018-2019             | Bohemians 1905 (prêt) | D1                    | 7           | 0           | 1                     | 1                     | -                              | -                              | -                              | 8     | 1     |
| 2019-2020             | Sigma Olomouc (prêt)  | D1                    | 12          | 8           | 2                     | 2                     | -                              | -                              | -                              | 14    | 10    |
| Total sur la carrière | Total sur la carrière | Total sur la carrière | 85          | 27          | 14                    | 4                     | -                              | 27                             | 8                              | 126   | 39    |